# 22485 Unterman
22485 Unterman este un asteroid din centura principală de asteroizi.

## Descriere
22485 Unterman este un asteroid din centura principală de asteroizi. A fost descoperit pe 6 aprilie 1997 la Socorro, New Mexico, în cadrul proiectului LINEAR. Asteroidul prezintă o orbită caracterizată de o semiaxă mare de 2,78 ua, o excentricitate de 0,03 și o înclinație de 3,7° în raport cu ecliptica.